# Drużyna (herb szlachecki)

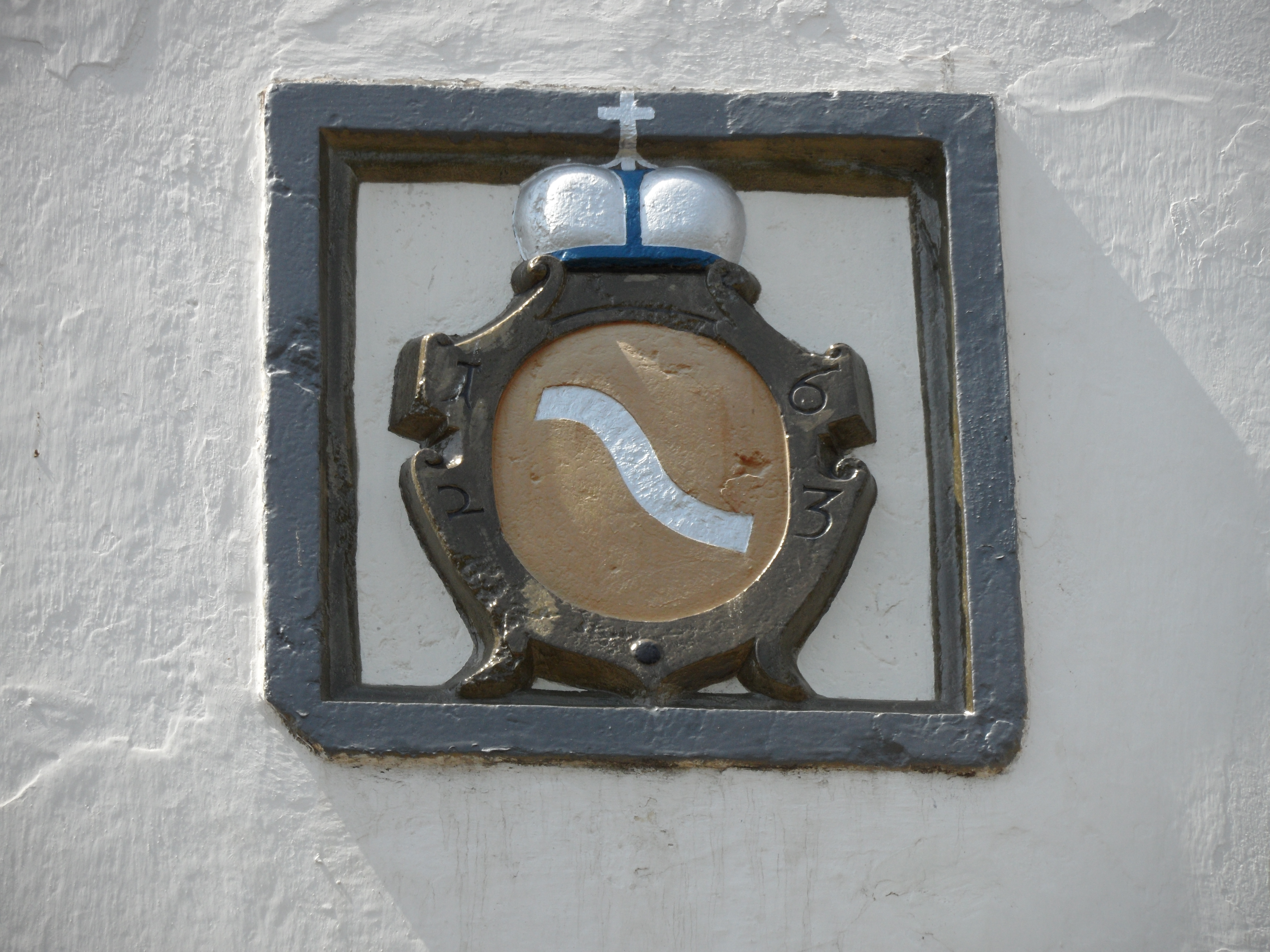
Herb z zamku w Dubnie

Drużyna (Druszyna, Szreniawa bez Krzyża, Corrulus, Curvatura, Krzywaśnic,
Krzywaśny) – polski herb szlachecki.

## Opis herbu

### Współczesny opis
W polu czerwonym krzywaśń srebrna. Klejnot: Lwia głowa na wprost, między dwoma rogami myśliwskimi z dzwonkami sokolimi złotymi.

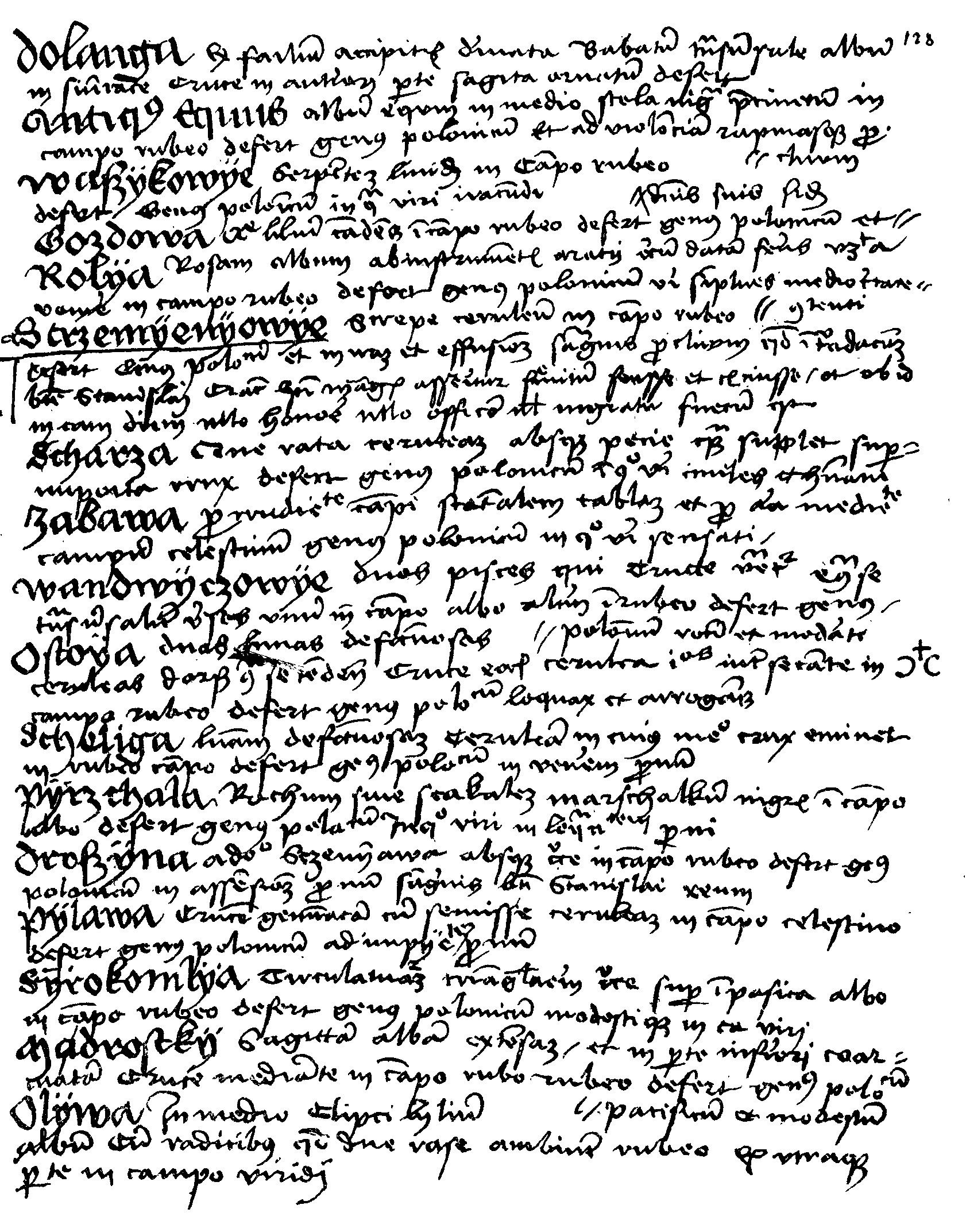
Herb Drużyna w herbarzu Jana Długosza z lat 1464–1480 Insignia seu clenodia Regis et Regni Poloniae.

### Opis uNiesieckiego
W polu czerwonym rzeka srebrna w skos, czyli jak S przewrócone płynąca. W klejnocie głowa lwa złota bez korony między dwiema trąbami myśliwskimi, u każdej z nich cztery dzwonki wiszą. Jedni go familianci tak zażywają, że na wierzchu rzeki kładą krzyż i to zowią Śreniawa, drudzy bez krzyża rzekę noszą i chcą to mieć Drużyną. Inni lwa na hełmie nie zażywają, ale tylko same trąby.

## Najwcześniejsze wzmianki
Najwcześniejsze źródło heraldyczne wymieniające herb to datowane na lata 1464–1480 Insignia seu clenodia Regis et Regni Poloniae polskiego historyka Jana Długosza, który uznaje go za rdzennie polski. Zapisuje on informacje o herbie wśród 71 najstarszych polskich herbów szlacheckich we fragmencie: "Druszyna a domo Srzenyawa absque cruce in campo rubeo defert Genus Polonicum in effusionem pronum sanguinis, beati Stanislai reum.".
Herb Drużyna jest pierwotną wersją herbu Szreniawa. Tak też o nim mówi Bartosz Paprocki w Herbach Rycerstwa Polskiego, powołując się na Długosza, który, opisując śmierć bpa Stanisława w 1060 r. wymienia Szreniawitów, gdzie w opisie herbu nie wspomina się o krzyżu, a jedynie o samej rzece w tarczy. Taką właśnie pieczęcią posługiwał się jeszcze początkowo w 1371 r. Jan Kmita, starosta ruski, przed uzyskaniem stanowiska starosty krakowskiego. Część spośród rodów pieczętujących się herbem Drużyna, stanowiła faktycznie drużynę tego starosty i pozostała przy tej wersji herbu. Zauważyć należy, że w większości byli to krewni starosty. Ważną wskazówką jest fakt że od tego momentu pojawiać się zaczyna w zapiskach nowa proklama starożytnego herbu Szreniawa- a mianowicie Drużyna. Konkludując, pierwotnie funkcjonował herb o nazwie Szreniawa, ale bez krzyżyka, a od 1371 r., gdy udostojniony dodaniem krzyżyka herb zatrzymał proklamę Szreniawa, pozostający przy wcześniejszej wersji herbu wprowadzili dla odróżnienia nowe zawołanie – Drużyna.

## Herbowni
Najkompletniejszą dotąd listę herbownych używających herbu Drużyna przedstawił Tadeusz Gajl:
Białonocki, Białowodzki, Biechowski, Blencki, Blęcki, Bochun, Boczowski, Bohun, Borzysławski, Charzewski, Charzowski, Chorzewski, Czemierz, Czerniawski, Czernichowski, Drużyna, Haraim, Ilikowski, Kowarski, Kozubowski, Kozubski, Laskowski, Lipski, Lutomski, Łapanowski, Mikulski, Mstowski, Niedźwiecki, Niedźwiedzki, Rogowski, Rożen, Rzecki, Sąspowski, Skarbek, Skotnicki, Skupniowski, Słupski, Sowa, Stadnicki, Szow, Szowa, Tęgoborski. Odmianą herbu Drużyna – Szreniawą bez Krzyża pieczętowali się Lubomirscy.